# Szkicownik
Szkicownik (ang. The Sketch Book of Geoffrey Crayon, Gent.) – zbiór 34 esejów, szkiców i opowiadań Washingtona Irvinga wydany w latach 1819–1820. 
Zbiór zawierał m.in. opowiadania Legenda o Sennej Kotlinie i Rip Van Winkle. Wydając ten zbiór Irving po raz pierwszy użył pseudonimu Geoffrey Crayon.